# Koszmosz–152
A Koszmosz–152 (oroszul: Космос 152) (DSZ-P1-Yu – oroszul: ДС-П1-Ю/7) a szovjet Koszmosz műhold-sorozat tagja. Technikai műhold.

## Küldetés
Feladata volt, hogy kijelölt pályán mozogva mérési etalonként segítse a ballisztikus ellenrakéták felderítését végző lokátorok (radarok) technikai műveleteinek tesztelését. Segítse a légvédelem szerves egységeinek (irányítás, védelmi eszközök riasztása, imitált elfogás és megsemmisítés) összehangolt működését.

## Jellemzői
Az OKB–1 tervezőirodában kifejlesztett és építését felügyelő műhold. Dnyipropetrovszk (oroszul: Днепропетровск), Ukrajnában OKB–586 a Déli Gépgyár (Juzsmas) volt a központja több Koszmosz (DSZ–2/, ДС-2) műhold összeszerelésének. Üzemeltetője a moszkvai honvédelmi minisztérium (Министерство обороны).
1967. március 25-én a Pleszeck űrrepülőtérről, a PL LC–133/1 indítóállásából Koszmosz–2 (11K63) típusú hordozórakétával  juttatták (LEO = Low-Earth Orbit) alacsony Föld körüli pályára. Az orbitális egység pályája 92,13 perces, 70,98 fokos hajlásszögű, elliptikus pálya-perigeuma 272 kilométer, apogeuma 488 kilométer volt. Hasznos tömege 325 kilogramm.
A Koszmosz–123 programját folytatta. Alakja hengeres, átmérője 1,2 méter, hossza 1,8 méter. A sorozat felépítését, szerkezetét, alapvető fedélzeti rendszereit tekintve egységesített, szabványosított tudományos-kutató űreszköz. Áramforrása kémiai, illetve a felületét burkoló napelemek energiahasznosításának kombinációja (földárnyékban puffer-akkumulátorokkal).
1967. augusztus 5-én földi parancsra belépett a légkörbe és megsemmisült.